# Latina (revista)
Latina é uma revista de entretenimento, beleza e moda americana para mulheres bilíngues, com uma audiência combinada em mais de 3 milhões.Latina é a principal propriedade da Latina Media Ventures, LLC e por mais de quinze anos, tem sido uma voz de autoridade para esse público em rápido crescimento.
Em maio de 2010, Latina Media Ventures nomeou a diretora editorial Galinda Espinoza e a editora Lauren Michaels co-presidentes da empresa.Lançada em junho de 2009, LatinaLounge.com é a única rede de anúncios digitais dirigidas às mulheres hispânicas dos Estados Unidos em todos os níveis aculturados em Inglês.
As capas da revista Latina trazem artistas que tem origem hispânica, como Jennifer Lopez, Christina Aguilera, Shakira, Salma Hayek, Naya Rivera, Paulina Rubio, bem como outras personalidades, como a juíza Sonia Sotomayor.